# Vladimir Davidovič Burljuk
Vladimir Davidovič Burljuk (ukr. Володимир Давидович Бурлюк - Volodymyr Davydovyč Burljuk, rus. Владимир Давидович Бурлюк); (Harkiv, 21. srpanj 1886. – Solun, 1917.); je ukrajinski i ruski avangardni umjetnik, slikar i crtač ilustracija. Godine 1903. upisao je umjentički studij u Münchenu, a već sljedeću godinu postao je suučesnik rusko-japanskog rata. 
Od 1905. do 1910. Burljuk je polazio Kijevsku umjetničku školu, a u istom razdoblju dvije godine je povremeno stanovao u Moskvi i Sankt Peterburgu. Godine 1911. priključio se Umjetničkoj školi u Odesi, a prije početka Prvog svjetskog rata, često je crtao ilustracije za moskovske novine i knjige. Burljuk je poginuo u Solinu tijekom Prvog svjetskog rata. 

## Poznata djela
- Pejzaž (1909.)
- Portret oca (1910.)
- Portret pjesnika Benedikta Livšicja (1913.)
- Portret pjesnika Velemira Hlebinkova (1913.)
- Ilustracije za knjigu Velemira Hlebinkova «Djela» (1914.)
- Ilustracije za pjesme Vasilja Kamenskoga «Stepan Razin» (1916.)

## Vanjske poveznice
- Stranica Vladimira Burljuka  Arhivirana inačica izvorne stranice od 17. svibnja 2008. (Wayback Machine)
- Kulturni centar Ukrajinaca u Moskvi[neaktivna poveznica]